# گاتر
گاتِر (به مجاری:  Gátér) یک منطقهٔ مسکونی در مجارستان است که در ناحیه کیش‌کون‌فِلِدْیْ‌هازا واقع شده‌است. گاتر ۳۰٫۸۹ کیلومتر مربع مساحت و ۹۱۹ نفر جمعیت دارد.
گاتر در لغت به معنی کانال آب یا ناودان است و در علم مهندسی به انواع کانال پیش ساخته ، آبرو، ناودان یا جوی آب گفته می شود که برای جمع آوری و زهکشی آبهای سطحی در فضاهای مختلف استفاده می شوند.